# Thiotte
Thiotte (Haïtiaans-Creools: Tyòt) is een stad en gemeente in Haïti met 35.000 inwoners. De plaats ligt 61 km ten zuidoosten van de hoofdstad Port-au-Prince. De gemeente maakt deel uit van het arrondissement Belle-Anse in het departement Sud-Est.
Er wordt koffie verbouwd. Ook wordt er bauxiet gevonden.
In mei 2004 is Thiotte bijna volledig verwoest door een overstroming.

## Indeling
De gemeente bestaat uit de volgende sections communales:
| Nr. | Naam           | Km²   | Inw.2015 |
| --- | -------------- | ----- | -------- |
| 1   | Thiotte        | 73,67 | 25.200   |
| 2   | Pot de Chambre | 52,66 | 9.725    |